# 长耳膜稃草
长耳膜稃草（学名：Hymenachne insulicola），为禾本科膜稃草属下的一个植物种。